# Qatar Energy
Qatar Energy (arabisch قطر للطاقة, DMG Qaṭar li-ṭ-Ṭāqa, ehemals Qatar Petroleum, arabisch قطر للبترول, DMG Qaṭar li-l-Bitrūl, kurz QP) ist ein staatliches, katarisches Unternehmen mit Firmensitz in Doha. Das Unternehmen fördert Erdöl und Erdgas in Katar.
Qatar Petroleum wurde 1974 gegründet. Seit Oktober 2021 firmiert es als Qatar Energy. Geschäftsführer des Unternehmens ist der Energieminister Saad Scharida Al-Kaabi (Stand: 2021).

## Tochterunternehmen (Auswahl)
- Gulf Helicopter Co.
- Qatar Petrochemical Co.
- Industries Qatar Q.P.S.C.
- Qatar Terminal Co. Limited

## Joint Ventures (Auswahl)
- Qatar Aluminium: Joint Venture zwischen Qatar Petroleum und Hydro Aluminium AS, einer Tochter der Norsk Hydro.